# Покутыньский, Юзеф
Юзеф Покутыньский (пол. Józef Pokutyński; 25 марта 1859, Краков — 15 февраля 1929, Краков) — польский архитектор. Сын архитектора Филипа Покутыньского.

## Биография
Окончил Краковский технологический институт (1876), практиковался под руководством своего отца, затем стажировался в Вене, путешествовал с учебными целями по Франции, Бельгии, Баварии и Италии. Во второй половине 1880-х гг. работал попеременно в Вене и Кракове, затем окончательно обосновался в родном городе. В 1895—1924 гг. преподавал в Краковском ремесленном училище. По проектам Покутыньского был построен ряд жилых домов и несколько церквей в Кракове и окрестностях, он также много занимался реставрацией. Последней и важнейшей работой Покутыньского стал Католический народный дом в Кракове, завершённый постройкой уже после его смерти в 1931 году, — ныне здание Краковской филармонии имени Кароля Шимановского.